# 真柴幸平
真柴 幸平（ましば こうへい、1961年10月10日 - ）は、日本の映画俳優。東京都出身。

## 経歴
地上最強を目指して14歳より、当時、西池袋に本部道場を構えていた極真会館に入門。
入門初日から少年部ではなく壮年部で稽古に励む。
極度の高所恐怖症であり、極度の船酔いである。
俳優としては国内に留まらず、アメリカ・ロシア・スペイン・中国・台湾の映画にも出演。
身長181cm・体重95kg

## 出演作品

### 映画
- 地上最強のカラテ PART 2（1976年）
- いつか誰かが殺される（1984年）
- 波の数だけ抱きしめて（1991年）
- KAMIKAZE TAXI（1995年）
- ソクラテス（1996年）
- ポストマン・ブルース（1997年）
- 恋は舞い降りた（1997年）
- まむしの兄弟（1997年）
- アンラッキー・モンキー（1998年）
- 極道の墓場 フリージア（1998年）
- 踊る大捜査線 THE MOVIE 湾岸署史上最悪の三日間!（1998年） - 湾岸警察署刑事課暴力犯係川村 役
- BLOOD 1999（1999年）
- 殺し屋1（2001年）
- 踊る大捜査線 THE MOVIE 2 レインボーブリッジを封鎖せよ!（2003年） - 湾岸警察署刑事課暴力犯係川村 役
- 踊る大捜査線 BAYSIDE SHAKEDOWN 2（2003年） - 湾岸警察署刑事課暴力犯係川村 役
- ザ・シークレットショウ（2005年） - 森本鉄男 役
- 呉清源 〜極みの棋譜〜（2006年） - 第35代横綱双葉山定次 役
- 詭絲：SILK（2006年） - 日本駐台商業文化交流署署長秘書黒田 役
- サイレン 〜FORBIDDEN SIREN〜（2006年） - 島嶼消防本部特別救助隊員設楽木源 役
- RAIN FALL ／ 雨の牙（2009年） - The Big Man 役
- 踊る大捜査線 THE MOVIE3 ヤツらを解放せよ!（2010年） - 湾岸警察署刑事課暴力犯係川村 役
- 踊る大捜査線 THE FINAL 新たなる希望（2012年） - 湾岸警察署刑事課暴力犯係川村 役
- スクール・オブ・ナーシング（2016年3月19日） - 竹林宗観 役[1]
- 龍帝 -DRAGON EMPEROR-（2016年） - 時津義久 役
- イエレイ・サン（2014年） - アキミ組キミヅカ 役
- 沈黙：SILENCE（2016年） - 侍大将補佐官 役
- 劇場版 MARS 〜ただ、君を愛してる〜（2016年）
- 新宿スワン２（2016年）
- 紅い襷 〜富岡製糸場物語〜（2016年）
- パンクしそうだ（2016年） - 山﨑信介 役
- 東京不穏詩 〜Bad poetry Tokyo〜（2017年） - FATHER 役
- 復讐のワサビ (2024年)　- マツモト 役[2]

### Vシネマ
- 虎狼の群れ（2017年） - 三浦広宣 役
- 日本統一28（2018年） - 三代目侠和会 清水興業組長 清水勲

### テレビドラマ
- ギフト（1997年）
- ガラスの靴（1997年）
- 踊る大捜査線（1997年）
- 月の輝く夜だから（1997年）
- 踊る大捜査線 歳末特別警戒スペシャル（1997年）
- 美少女H（1998年）
- 噂の女人情詐欺師・早苗とたまき 涙の事件簿（1998年）
- 踊る大捜査線 秋の犯罪撲滅スペシャル（1998年）
- 蘇る金狼（1999年）
- 女医（1999年）
- 美少女H3 赤い波涛（1999年）
- ケイゾク（1999年）
- 僕んちのロングバケーション（2000年）
- 恋愛中毒（2000年）
- バーチャルガール（2000年）
- フードファイト（2000年）
- 男と女のミステリー てのひらの闇（2001年）
- カバチタレ!（2001年）
- ナンバーワンホストは顔が命!?それともハート?イイ男たちが六本木の夜に舞う!!（2001年）
- ゼニゲッチュー!（2001年）
- 天国への階段（2001年）
- ゴールデンボウル（2002年）
- 北の国から2002 遺言（2002年）
- だめんず・うぉ〜か〜（2002年）
- ホーム&アウェイ（2002年）
- 月曜ミステリー劇場 スクープ（2002年）
- サイコドクター（2002年）
- ぼくの魔法使い（2003年）
- 大河ドラマ 武蔵 MUSASHI（2003年）
- ドールハウス（2004年）
- 霊感バスガイド事件簿（2004年）
- 連続テレビ小説 天花（2004年）
- ワンダフルライフ（2004年）
- 柳生十兵衛七番勝負（2005年）
- 月曜ミステリー劇場 検死官 沢木穂乃歌2（2005年）
- 週刊真木よう子（2008年）
- 湯けむりスナイパー（2009年）
- 大河ドラマ 天地人（2009年）
- 秘密諜報員 エリカ（2011年）
- 踊る大捜査線 THE LAST TV サラリーマン刑事と最後の難事件（2012年）
- 連続テレビ小説 梅ちゃん先生（2012年）
- 匿名探偵（2012年）
- タイムスクープハンター season5（2013年）
- 殺しの女王蜂（2013年）
- リバースエッジ 大川端探偵社（2014年）
- 愛してCRAZY 〜狂言『因幡堂』より〜（2014年）
- あすなろ三三七拍子（2014年）
- アウトバーン 組織犯罪対策課 八神瑛子（2014年）
- NECK 〜When You Wish Upon A ROCK STAR〜（2015年）
- 特別ドラマ企画 磁石男2015（2015年）
- 世にも奇妙な物語 ‘17春の特別編『カメレオン俳優』（2017年）
- 怪談夜話 ぞくり『アルバイト面接』（2018年）
- THE CONFIDENCE MAN JP（2018年）
- やすらぎの刻〜道（2019年）

### 舞台
- 黒革の手帖（2006年）